# Marcião de Sinope
Marcião de Sinope - ou Marcion -  (em grego:  Μαρκίων Σινώπης; c. 85 – 160) foi um dos mais proeminentes heresiarcas durante o Cristianismo primitivo. A sua teologia chamada marcionismo propunha dois deuses distintos, um no Antigo Testamento e outro no Novo Testamento, foi denunciada pelos Pais da Igreja e ele foi excomungado. Curiosamente esta separação será posteriormente adaptado  pela igreja e utilizada a partir de Tertuliano, assim como a sua rejeição de muitos livros que seus contemporâneos consideravam como parte das escrituras mostrou à Igreja antiga a urgência do desenvolvimento de um cânon bíblico.

## Vida
Hipólito relata que Marcião era filho de um bispo na cidade de Sinope, na província romana do Ponto (atualmente na Turquia). Seu contemporâneo Tertuliano o descreve como um proprietário de barcos. Marcião provavelmente foi consagrado bispo, provavelmente um assistente ou um sufragâneo de seu pai em Sinope
Quando encontrou-se com ele, Policarpo de Esmirna chamou-o de "primogênito de satanás" segundo Jerônimo. Epifânio afirma que após um começo como um asceta, ele seduziu uma virgem e foi excomungado por seu pai, fazendo com que ele deixasse a sua cidade natal. Este relato já foi contestado por estudiosos, que o consideraram como "fofoca maliciosa". Mais recentemente, Bart D. Ehrman sugeriu que esta "sedução de uma virgem" seria uma metáfora para a sua corrupção da Igreja cristã, sendo esta a virgem não deflorada.
Marcião viajou para Roma em 142-143 d.C. Nos anos seguintes, Marcião desenvolveu seu sistema teológico e atraiu um grande grupo de seguidores. Ele fez uma notável doação de 200 000 sestércios para a Igreja.
Quando os conflitos com os bispos de Roma começaram, Marcião organizou seus seguidores em uma comunidade separada. Ele foi consequentemente excomungado pela Igreja de Roma e sua doação foi devolvida. Após sua excomunhão, ele retornou para a Ásia Menor, onde continuou a propalar o marcionismo.

## Ensinamentos

### Teologia
O estudo das Escrituras judaicas juntamente com outros escritos que circulavam na época da igreja nascente (a maioria foi eventualmente incorporada no Cânone do Novo Testamento) levaram Marcião a concluir que muitos dos ensinamentos de Jesus Cristo eram incompatíveis com as ações de Deus no Antigo Testamento. A resposta dele para este paradoxo foi o desenvolvimento de um sistema dualista por volta do ano 144 d.C. Esta noção dual de Deus permitiu que Marcião reconciliasse as supostas contradições entre a teologia da Antiga Aliança e a mensagem de Boas Novas.
Marcião afirmava que Jesus Cristo era o salvador enviado por Deus Pai, com Paulo como seu principal apóstolo. Ao contrário da nascente igreja, Marcião declarava que o Cristianismo era distinto e oposto ao Judaísmo. Marcião, contrário ao que muitos acreditam, não afirmou que a Bíblia e as escrituras judaicas eram falsas. Ele acreditava e argumentava que ela deveria ser lida de maneira absolutamente literal, provando assim que YHWH não era o mesmo Deus a quem Jesus se referia. Um exemplo: no Gênesis, quando YHWH está andando no jardim do Éden perguntando onde estava Adão, Marcião interpretava isso como se YHWH tivesse literalmente andando através do jardim em alguma forma de corpo físico e que literalmente não sabia onde estava Adão «Deus Jeová chamou ao homem, e perguntou-lhe: Onde estás?» (Gênesis 3:9). Ele argumentava que isso provaria que YHWH poderia habitar um corpo físico e que YHWH também era capaz de ser ignorante, algo completamente diferente do Pai a quem Jesus se referia.
O Deus do Antigo Testamento, o Demiurgo, a Divindade criadora do mundo material seria então uma divindade tribal invejosa dos judeus, cuja Lei representaria a justiça recíproca legalista e que pune a humanidade por seus pecados com sofrimento e morte. Já o Deus a quem Jesus se refere seria um ser completamente diferente, um Deus universal de compaixão e amor e que olha para a humanidade com compaixão e piedade.
Marcião afirmava que Jesus era o filho do Deus Pai, mas entendia a encarnação de maneira docética, ou seja, de que o corpo de Cristo era apenas uma imitação de um corpo material. Ele acreditava que Cristo na crucificação pagou a dívida de pecado que humanidade tinha, absolvendo-a e permitindo que ela então herdasse a vida eterna.

### Obras
Marcião propôs um cânon bíblico. Porém, seu cânon só tinha onze livros agrupados em duas seções, o Evangelho, uma versão do Evangelho de Lucas e dez cartas do "apóstolo", ou seja, de Paulo, a quem ele considerava como o mais correto intérprete e transmissor da mensagem evangélica de Jesus. Ambas as seções também foram purgadas de elementos relacionados à infância de Jesus, a religião judaica e outros materiais que contestavam a sua teologia dualista.
Marcião também produziu uma obra chamada Anthiteses, que contrastava o Demiurgo com o Deus Pai.

## Marcião e o Gnosticismo
Marcião é às vezes chamado de o filósofo do Gnosticismo. Em alguns aspectos essenciais, ele propôs ideias que se alinham bem com o pensamento gnóstico. Assim como eles, Marcião argumentava que Jesus era essencialmente um espírito aparecendo aos homens e não totalmente humano.
Porém, o marcionismo conceitualiza Deus de uma maneira que não é totalmente conciliável com o Gnosticismo. Para estes, todos os humanos nascem com uma pequena parte da alma divina alojada dentro de seu espírito (similar à noção da "fagulha divina"). Deus está, portanto, intimamente conectado a uma parte de Sua criação. A salvação é alcançada ao abandonar o mundo físico (que os gnósticos afirmam que é uma ilusão para aprisionar esta parte de Deus) e abraçar estas qualidades divinas que estão dentro de cada pessoa. Já Marcião, contrariamente, afirma que Deus Pai seria um Deus completamente fora do mundo material. Ele não participou da criação do mundo material (uma criação do Demiurgo) e nem tem conexão alguma com ele. Ele intervém para salvar a humanidade por compaixão apenas.

## Primeiro cânon bíblico

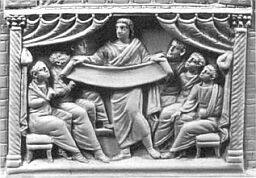
Marcião mostrando seu cânon.

Marcião figura entre os primeiros heréticos de renome na história da igreja nascente. Sua interpretação alternativa da vida e ministério de Jesus Cristo ajudou a inspirar a noção de que certas teologias deveriam ser sancionadas como "ortodoxas" e outras, como "heréticas" – um conceito até então desconhecido nos círculos eclesiásticos. Reagindo à popularidade da seita recém-fundada de Marcião, a igreja começou então a sistematizar um conjunto de crenças que seriam consideradas ortodoxas por todo o Cristianismo.
Marcião foi o primeiro líder cristão a propor e delinear um cânon bíblico. Ao fazê-lo, ele estabeleceu uma maneira particular de avaliar os textos religiosos que persiste no pensamento cristão até hoje. Após Marcião, os cristãos passaram a dividir os textos entre os que se alinhavam bem com um "régua de medida" (em grego:  kanōn) de pensamento teológico aceito, e os que promovem a heresia. Esta bifurcação essencial teve um papel essencial na finalização da estrutura da coleção de obras chamada "Bíblia", uma vez que o ímpeto inicial para finalizar o cânon surgiu justamente da oposição à proposta de Marcião.

## Legado
A igreja que Marcião fundou se expandiu por todo o mundo conhecido na época durante a sua vida e foi uma séria rival para o Cristianismo. Seus aderentes eram fortes o suficiente em suas convicções para manter o extenso poder da igreja por mais de um século. Ela sobreviveu à controvérsia cristã e à desaprovação imperial por muitos séculos.
Algumas ideias similares às de Marcião reapareceram entre os bogomilos da Bulgária no século X e entre os cátaros do Languedoque, no sul da França, no século XIII.